# Tanjung Garbus II
Tanjung Garbus II is een bestuurslaag in het regentschap Deli Serdang van de provincie Noord-Sumatra, Indonesië. Tanjung Garbus II telt 246 inwoners (volkstelling 2010).